# 王振威
王振威 （1995年10月20日—），河北邯郸人，中華人民共和國演员、動作演員。

## 生平
王振威出生于河北省邯郸市邱县百户寨村一个普通农民家庭，父亲王朝国在北京做生意，4岁半时王振威就被父亲送到北京什刹海业余体校习武。此后，王振威在北京市少儿武术比赛中两获金牌。2009年7月，成龙和贾登·史密斯出演的电影《功夫梦》在全国海选一名少年武术演员，王振威最终从上万名选手中脱颖而出，扮演此片中的角色“陆偉程”，15岁的他也因此登上报端。
2018年1月，以“成家班”动作组成员身份参加北京卫视大型科技真人秀《机会来了》第二季。

## 出演作品
- 功夫梦
- 法医秦明